# El Fantasma del Espacio (historieta)
El Fantasma del Espacio es un cómic estadounidense basado en el superhéroe homónimo creado por Alex Toth en 1966 y popularizado ese mismo año en una serie de animación de la productora Hanna-Barbera. El personaje llegó al mundo de los cómics en marzo de 1967 a través de la Editorial Gold Key, junto con otros personajes de ciencia ficción de la productora Hanna-Barbera (Birdman y el trío galaxia, Shazzan, Sansón y Goliat, Los Herculoides, Moby Dick y Mighty Mightor, etc), bajo el título de "Superhéroes de la TV de Hanna-Barbera" ("Hanna Barbera Super TV Heroes", en inglés).
Posteriormente, ha sido publicado por diversas editoriales a lo largo del tiempo como Whitman Publishing Company (1968), Marvel Comics (1978), Cómico Comics (1987), Cartoon Network (1997) y DC Comics (2004).

## Cómics de Gold Key (1967)
A continuación una lista de las historias publicadas en los cómics del Fantasma del Espacio, con sus nombres en inglés y español y un resumen de cada uno:
1. La venganza de Zorak (Zorak's revenge): Después de escapar de la prisión Omegana con ayuda de dos de sus secuaces, Zorak va inmediatamente al Planeta Fantasma para tomar venganza contra el Fantasma del Espacio. Como el Fantasma no está debido a que está en una misión, Zorak toma a Ana y Hill de rehenes. El Fantasma llega a la base de Zorak y los libera, pero son atacados por insectos voladores. Zorak luego captura a los gemelos y los envía en una bomba de tiempo voladora al espacio. Al final, el Fantasma los rescata y envía la bomba a la base de Zorak, destruyéndola.
2. El puesto espacial (The Space Outpost): El Fantasma, Ana y Hill están patrullando cuando encuentran un hombre gigante dentro de un asteroide. Lo llevan al Planeta Fantasma y lo liberan, solo para descubrir que él pertenece a una maligna y destructora raza llamada los "Dweerza's". Luego de convencer al Fantasma de que él es diferente a todos los demás, toma el control del Planeta Fantasma y se contacta con su pueblo, diciéndoles que su reino será establecido donde quiera que el gigante gobierne, y que él los reinará a ellos. Los Dweerza's cambian de opinión y atacan al gigante, robando también las bandas de poder del Fantasma. Pimpo aparece y lo libera, y luego el Fantasma derrota a los invasores.
3. La plaga de gigantes (The Plague of Giants): El rey de las criaturas ha encontrado la manera de crear ilusiones gigantes de sí mismo y monstruosas criaturas con la mente, todo con el fin de aterrorizar la galaxia. Cuando el Fantasma, Ana, Hill y Pimpo llegan al origen de las transmisiones, el rey envía una horda de gigantescos murciélagos que respiran azufre a atacar el crucero Fantasma. Solo después de enfrentar otras amenazas gigantes, el Fantasma logrará capturar al rey.
4. El amo del sol (The sun master): El Fantasma responde una llamada urgente del circo intergaláctico PB Farnum, cuyas estrellas están siendo transmaterializadas por el amo del sol. El Fantasma, Ana, Hill y Pimpo se disfrazan de actores de circo y son también transportados a la arena privada del amo del sol, donde tienen que actuar para su audiencia de esclavos. El Fantasma derrota a las criaturas gigantes del amo del sol, para luego encerrarlo como una nueva atracción del circo.
5. El planeta mutante (The Mutant Planet): Dentro del crucero Fantasma, Ana, Hill, Pimpo y el Fantasma son atacados por plantas espaciales. Cuando el Fantasma las destruye con sus bandas de poder, se descubre que esas plantas pueden crear distorsiones moleculares. Mientras más plantas continúan alterando a los habitantes de un planeta lejano, se revela que los responsables de todo eran Zorak y Moltar. Solo el Fantasma podrá detener a esta amenaza mutante.
6. El invasor de mentes (The Mind Invader): El maestro mental toma control del cuerpo y mente de un príncipe y lo convierte en cavernícola, y aunque el Fantasma lo captura, este escapa. Después de otra batalla contra el cavernícola, el Fantasma logra derrotarlo y el maestro mental sale de él y toma control del Fantasma del Espacio. Hill activa el campo de fuerza de las bandas de poder del Fantasma, y este derrota al maestro, quien desaparece. Luego, el cavernícola se convierte nuevamente en el príncipe.

### Capítulos sueltos
En los álbumes de la colección "Super Héroes de la TV de Hanna-Barbera" ("Hanna-Barbera TV Super Heroes"), de la Editorial Gold Key dedicada a Mighty Mightor, en la que también se incluyen los personajes de Los Herculoides y de Moby Dick, apareció el Fantasma del Espacio en los dos últimos números, El Señor del Sol y el Planeta Mutante.

## Cómic de Whitman Publishing Company (1968)
El personaje también protagonizó su propio libro, que fue publicado por Whitman Publishing Company en el año 1968. El libro se llamaba: "El Fantasma del Espacio contra la hechicera de Cyba". Fue escrito por Don R. Christenson, y constaba de 249 páginas. A continuación el resumen del libro, con los nombres de sus capítulos en inglés:
1. An Alarming Discovery: Ana y Pimpo están buscando piedras brillantes para hacer un mosaico, cuando de pronto descubren una esfera resplandeciente en el Planeta Fantasma. Una voz le dice a Ana que ponga la esfera en el agua, ella lo hace y la esfera se disuelve, transformándose en una reina. La reina le dice a Ana que ella ha sido desterrada de su mundo por conquistadores, y entonces le pone una marca a Ana en la mano, que la hará dormir por toda una eternidad si ella no logra convencer al Fantasma de que la reina Satanari es buena y no es una hechicera. El Fantasma acepta entonces ayudarla a volver al planeta Cyba-3, en la galaxia Flarex.
2. Journey to Cyba-3: Hill nota que Ana está rara y comienza a hacerle preguntas, mientras que el Fantasma se contacta con Cyba-3 y los habitantes le cuentan qué clase de gobernante hay en el planeta. Cuando el Fantasma se lo pregunta, la reina Satanari le dice que los supuestos habitantes con los que se contactó son solo imitadores, que asumen la apariencia de aquellos a los que han conquistado.
3. A Warning to Jan: La reina les cuenta al Fantasma y sus amigos sus planes y esperanzas una vez que ellos lleguen a Cyba-3, pero mientras se acercan al planeta alguien le dispara al crucero Fantasma. La reina le dice a Ana que los rayos vienen de su castillo, y que se han disparado automáticamente, pero cuando Ana trata de decírselo a Hill y el Fantasma, empieza a tener terribles dolores en su mano. La reina Satanari sale del Crucero y los demás se marchan.
4. Decisive Return: Mientras salen de Cyba-3, Hill nota la marca en la mano de su hermana, pero ella le dice que no es nada, y luego convence al Fantasma del Espacio de que deben regresar a Cyba-3 para asegurarse de que la reina Satanari está a salvo.
5. A Warm Welcome: Al llegar a Cyba-3, los líderes y miembros del consejo central del planeta le muestran al Fantasma la devastación provocada por una guerra previa, y le enseñan una grabación de cómo un reciente incendio destruyó la ciudad. Entonces se enteran de que todo ello fue causado por una malvada hechicera, que llegó al planeta en debris espaciales y usó la tecnología del lugar para construir armas y una fortaleza. Ana les cuenta al Fantasma y a Hill todo lo que sabe sobre la hechicera, y el Fantasma dice que aquella marca en su mano no la mató, porque solo servía para hipnotizarla.
6. Satanari's Stronghold: Al regresar a su fortaleza, la reina Satanari la encuentra intacta: los Cybanos no habían destruido su arsenal, y su ejército de criaturas de las montañas aún estaban trabajando con las armas. Dichas criaturas habían terminado de construir el Spidrex, la mayor arma destructiva de todas, que completará el plan de la hechicera. Entonces llega el Crucero Fantasma y es atacado, pero el Fantasma lo hace invisible y luego aterrizan.
7. The Twins are Captured: El Fantasma, Ana y Hill tratan de entrar en la fortaleza siendo invisibles, pero una fuerza de contrafrecuencia los detecta, y los gemelos son capturados. La reina Satanari le advierte al Fantasma que si trata de interferir con sus planes, los gemelos serán asesinados. Así que como el Fantasma no podía usar sus poderes para entrar, se teletransporta dentro de la fortaleza, pero la reina les pone a Ana y Hill cadenas reductoras: si alguien trataba de llevárselos, morirían.
8. The Spider Machine: El Spidrex (la máquina gigante de la reina), deja al Fantasma encerrado dentro de la fortaleza, entra a una pequeña aldea de Cyba-3 y los aldeanos huyen aterrados. El Fantasma usa su cinturón invisibilizador para salir de la fortaleza, y presencia cómo el Spidrex lanza una enorme red de fuego para incendiar la ciudad. La reina Satanari proclama su victoria a todos los hechiceros de los tiempos antiguos, de los que se ha vengado, mientras los bomberos cybanos tratan de controlar el fuego.
9. Space Ghost Acts: El Fantasma vuela hacia la atmósfera del planeta, invierte su rayo de calor a un rayo enfriante y causa que aparezcan nubes de tormenta, para hacer que llueva. Mientras Ana y Hill piensan en cómo escapar de la reina Satanari, el Fantasma les pide a los líderes de la ciudad que no intenten atacar al Spidrex.
10. A Clever Ruse: Después de que el incendio fuera apagado y el Spidrex fuera destruido, el Fantasma se ofrece como rehén a cambio de que la reina Satanari libere a Ana y Hill. La reina trata de encadenarlo con las cadenas reductoras, pero el Fantasma se hace invisible y logra encadenar a la maligna hechicera, tras lo cual la engaña para que libere a los gemelos.
11. The Sorceress is Sentenced: La reina Satanari es llevada ante el consejo para que se decida su sentencia: Al principio el consejo intenta darle la pena de muerte, pero el Fantasma sugiere que sea nuevamente desterrada. Entonces el consejo la transforma de nuevo en una esfera resplandeciente, y el Fantasma la encierra dentro de un asteroide, que no hará contacto con ningún planeta en los próximos 175 millones de años.

## Cómics deMarvel Comics(1978)
En diciembre del año 1978, una nueva serie de cómics sobre personajes de Hanna-Barbera fue presentada, esta vez de la mano de la famosa empresa Marvel Comics. En dicha serie se ilustraban y contaban las aventuras de Dinamita, el perro maravilla ("Fabulman y Dinamita, el perro maravilla" en Latinoamérica, y "Halcón Azul y Dinamita, el perro maravilla" en España), Los Herculoides y, por supuesto, el Fantasma del Espacio. Solo fue publicada una historia del Fantasma, llamada "Los progresos de Pilgreen". Resumen de la trama: Un extraño auto volador del año 1936, rebasa en su carrera al crucero Fantasma, apresando a los que se encontraban dentro. Su constructor, Nathaniel Pilgreem, está tratando de volver a la era en la que supuestamente vivió, mediante una deformación de tiempo. Pero el Buzzard, un pirata espacial, también está en el área y atrapa al Fantasma en su nave. Con la ayuda de Nathaniel y su auto volante, el Fantasma puede derrotar al Buzzard.

## Cómics de Cómico Comics (1987)
- Años después, en diciembre del año 1987, otro cómic del Fantasma fue escrito por Mark Evanier, con dibujos de Steve Rude y publicado por la empresa Cómico Comics. El libro se llamaba: "El Espectro Siniestro" (The Sinister Spectre).
  - Resumen de la trama: Zorak ha sido sentenciado a la cárcel por cien años en el planeta prisión de Gaolworld. Al estar planeando su fuga, es transportado y se encuentra ante la presencia de una misteriosa figura, que le promete escapar, y... además la destrucción del Fantasma del Espacio. El misterioso extraño le entrega a Zorak un par de bandas de poder iguales a las del Fantasma, y luego Zorak es transportado de vuelta a la prisión. Después de atacar a los guardias robóticos, Zorak busca a Brak, el rey de las criaturas y Lurker (otro villano), para que escapen con él en una nave enviada por aquel misterioso extraño. Mientras tanto en el Planeta Fantasma, el Fantasma y sus amigos reciben una llamada que les informa que Rob-Corp, (el maligno gobernador de las galaxias), ha enviado otra nave diabólica para atacar, y entonces recuerdan aquella vez en la que Rob-Corp les envió una nave y el Fantasma la destruyó. En el Vector 6, el Fantasma busca la nave, pero de pronto es atacado por una orda de murciélagos del espacio, a los que derrota con sus rayos. Mientras tanto, el misterioso extraño le dice a Zorak que ha liberado a Metalus de la prisión Omegana y lo envía a atacar los cuarteles del Planeta Fantasma, por lo que el Fantasma usa su hipervelocidad para llegar ahí. Ana y Hill son capturados por los halcones robóticos de Metalus, tras lo cual llega el Fantasma y encuentra los cuarteles destruidos. Entonces se va con Pimpo en el crucero Fantasma hacia el Sector 12 en la nebulosa Cangrejo, y ya en el escondite de los villanos, es atacado por Usmón quien usa su niebla de sueño, y Brak que neutraliza sus poderes con dos escudos de fuerza. Pimpo lo libera y luego el Fantasma se enfrenta a los monstruos del rey de los animales, tras lo cual se ve obligado a tener un duelo con Metalus y sin sus bandas de poder. Mientras ellos luchan, Pimpo libera a los gemelos, y cuando el Fantasma está a punto de ser derrotado, Metalus cae en una cámara de gas criogénico y es congelado. Entonces, el Fantasma se ve cara a cara con aquella misteriosa figura, ¡quien resulta ser el Fantasma del Espacio! (un androide creado por Rob-Corp con datos recopilados de la nave que el Fantasma destruyó previamente). Mientras el Fantasma lucha contra su doble con ayuda de Ana, Hill y Pimpo, Zorak trata de matar al Fantasma real, pero accidentalmente incinera al androide, tras lo cual los criminales son regresados a la prisión.

## Cómics deCartoon Network(1997)
En marzo del año 1997, la empresa Cartoon Network, como parte de la publicidad de su programación, publicó también libros de cómics bajo el título de "Cartoon Network presenta", en los que aparecían diversos personajes, entre ellos el Fantasma del Espacio. Fueron dos historias realizadas sobre el personaje, escritas por Bill Matheny y publicadas por la empresa Archie Comics en asociación con Cartoon Network presents. A continuación el resumen de dichas historias:
- - ¡La derrota final del Fantasma del Espacio! (The Final Defeat of Space Ghost!): Investigando un llamado de auxilio en un cinturón de asteroides, el Fantasma, Ana, Hill y Pimpo son atacados por Brak y Tansut, el saqueador intergaláctico, quienes le disparan al Fantasma con rayos antimaterializantes, causando que se vuelva totalmente intangible a causa de la dirradiación molecular: ¡un verdadero Fantasma del Espacio!. Brak y Tansut capturan a los gemelos y los llevan al Planeta Fantasma para apoderarse de él, pero escapan con ayuda de Pimpo, quien los lleva hasta donde está el Fantasma. Este dispara un rayo de polaridad inversa para volver a ser tangible como antes, tras lo cual captura a Brak y Tansut.
  - ¡Atrapados en el robot de tiempo! (Trapped by the Time-Bot!): Después de capturar a Metalus, el Fantasma del Espacio y Pimpo son golpeados por el robot de tiempo de Metalus, y son transportados al valle perdido donde conocen a Dino Boy y a su amigo el cavernícola Ugh. Los adoradores de la bestia de fuego intentan ofrecer al Fantasma como sacrificio, pero Dino Boy, Ugh y Pimpo lo rescatan a tiempo de la bestia-dinosaurio de fuego. Al final, Ana y Hill logran reprogramar al robot, abriendo un portal para que el Fantasma y Pimpo puedan volver a su propio tiempo.

## Relanzamiento enDC Comics(2004)
En el año 2004, la empresa DC Comics, lanzó una nueva edición de cómics del personaje producida por Dan DiDio, escrita por Joe Kelly y editada por Joey Cavalieri, con diseños del dibujante argentino Ariel Olivetti y dibujos en portada de Alex Ross. Los cómics, rotulados por Richard Starkings, fueron publicados semanalmente desde noviembre del año 2004, y cuenta los orígenes nunca antes revelados del Fantasma del Espacio. A continuación, el argumento completo de cada uno de los 6 números del cómic.
| Cómic #           | Título original | Fecha de lanzamiento | Sinopsis |
| ----------------- | --------------- | -------------------- | --- |
| Space Ghost N.º 1 | Crucible!       | 11 de 2004           | Resumen: Thaddeus Bach es un oficial y miembro de una fuerza interestelar conocida como The Commandment, dedicada a labores policíacas. Arrestando a varios criminales, Thaddeus logra impresionar tanto a sus superiores que es recomendado para formar parte de la mejor fuerza de ataque de la galaxia, una élite pacificadora conocida como The Wrath (La Furia). La élite Eidolon es descrita como la justicia convertida en espectros oscuros, que conducen a través de las tinieblas para encontrar el mal donde se reproduce, y destruirlo. Thaddeus vive una vida normal en casa junto a su esposa Elua, que espera un hijo suyo. Al saber que lo han llamado para ser parte de la Furia, Thaddeus tiene dudas sobre unirse a este grupo de élite, pues la mayoría de soldados que lo han hecho no han sobrevivido mucho tiempo. pero Elua lo convence de que este es el camino que debe tomar. En su primera misión con la élite, Bach descubre que no son lo que parecen: son vigilantes que hacen justicia con sus propias manos, asesinan a los sospechosos por gusto y se quedan con todo el dinero que encuentran. Thaddeus está firmemente en desacuerdo con esto, pero cuando lo expresa, es amenazado por Temple, líder de la élite. Temeroso de que algo grave le pueda suceder a él o a sus seres queridos, Thaddeus corre a su casa y despierta a su esposa Elua, tratando de escapar antes que sea tarde. Pero La Furia se aparece ante ellos, los secuestra y los lleva ante Temple, su líder. Al despertar, Thaddeus es obligado a presenciar con horror un acto despiadado: la élite asesina a su esposa embarazada frente a sus ojos, y cuando Thaddeus trata de liberarse para vengarlos, es asesinado de un disparo. Al verlo agonizar, Temple se burla de él, pues era demasiado débil para ser uno de ellos, y ahora que no puede morir por haberse quedado sin corazón (sin su esposa e hijo) tendrá que vivir eternamente como un Fantasma. |
| Space Ghost N.º 2 | Purge!          | 12 de 2004           | Resumen: Thaddeus Bach es llevado a un planeta muerto. Allí, la élite le escupe y lo tortura hasta matarlo para divertirse, y luego abandonan su cadáver en aquel planeta desolado, sabiendo que nadie lo encontrará. Pronto, la noticia de la muerte de Thaddeus Bach y su esposa embarazada se expande por todo el espacio, y la élite celebra un gran funeral, donde hablan de que la justicia era importante para Bach, tan importante como su vida. Mientras tanto, Thaddeus despierta preguntándose dónde está, a lo que una voz responde: «Estás en el planeta de los muertos». Un ermitaño alienígena llamado Salomón ha encontrado a Thaddeus, pero ya es demasiado tarde para salvarlo. Bach intenta suicidarse de la desesperación, pero se detiene cuando oye que Salomón está cavando en la roca de la caverna donde ambos se encuentran. Pasa un año, y Thaddeus se resigna a no volver a ver nunca más a su esposa e hijo asesinados, por lo cual deja de pensar en el suicidio. Después de un año de permanecer con Salomón, este lleva a Thaddeus a la superficie del planeta, a un complejo nunca antes visto donde hay una nave intergaláctica y otros dispositivos tecnológicos. Entonces, Salomón le revela a Thaddeus una historia de dolor y muerte: el planeta donde se encuentran conoció la tragedia de la guerra por más de 300 años. Salomón era el jefe de diseño y constructor de armas para su pueblo: él creó armas de rayos, navíos espaciales y una poderosa bomba de tiempo que acabó matando no solo al enemigo, sino también a toda su gente. Ahora, Salomón desea que Thaddeus no use estas armas para la venganza, pero Bach tiene otros planes. El alien le entrega entonces un par de «Bandas de poder», dos brazaletes que emiten rayos de energía, esperando que las utilice para hacer justicia. Thaddeus le promete que solo va a matar a los 4 responsables por la muerte de su esposa e hijo: Smith, Cutter, Hammer y su cruel líder, Temple. Y diciendo esto, Thaddeus se cubre con una capa amarilla y una capucha negra para que nadie sepa su identidad, y abandona el planeta en la nave interespacial. Ahora, ya no es el hombre muerto que todos creen; se ha convertido en un espíritu libre que busca justicia. Thaddeus Bach ha muerto, y ha nacido El Fantasma del Espacio. |
| Space Ghost N.º 3 | Reprisals!      | 01 de 2005           | Resumen: El Fantasma del Espacio vuelve a su planeta natal buscando a miembros de La Furia. El primero en ser hallado es Hammer, el hombre que asesinó a su esposa e hijo. El Fantasma dispara uno de sus rayos y le prende fuego a la casa de Hammer. El asesino contacta a Temple y le dice que venga rápido porque tiene problemas; pero es lo único que llega a decir antes de que los explosivos que guardaba en su casa estallen, matándolo instantáneamente. |

### Future Quest (2016-)
Recientemente, DC Comics estrenará desde el 18 de mayo una serie regular basada en los populares personajes de Hanna-Barbera en una versión reinventada y actualizada de los personajes, en donde el Fantasma del Espacio aparecerá ocasional o recurrentemente, en el cómic denominado, Future Quest.